# 2035년 9월 2일 일식
2035년 9월 2일 일식은 달이 지구와 태양 사이를 지나면서 태양을 완전히 가리는 개기일식이다. 개기일식은 달의 시직경이 태양의 시직경 보다 커서 태양을 다 가릴 수 있을 때 일어난다. 개기일식은 매우 좁은 지역에서만 관측 가능하며, 대부분의 다른 지역에서는 부분일식으로 관측된다.
중화인민공화국과 조선민주주의인민공화국하고 일본에서는 수도에서 관찰이 가능하다.
이 일식은 사로스 주기 145에 속해 있다.  한반도에서는 조선민주주의인민공화국(평양직할시, 금강산 부근)과 대한민국의 강원도 고성군, 일본 도쿄도 부근 지역에서 관찰할 수 있을 것으로 추정된다.

## 같이 보기
- 2041년 10월 25일 일식